# Rogeria bruchi
Rogeria bruchi är en myrart som beskrevs av Santschi 1922. Rogeria bruchi ingår i släktet Rogeria och familjen myror. Inga underarter finns listade i Catalogue of Life.